# Định luật vạn vật hấp dẫn của Newton
Định luật vạn vật hấp dẫn của Newton thường được phát biểu rằng mọi hạt đều hút mọi hạt khác trong vũ trụ với một lực tỷ lệ thuận với tích khối lượng của chúng và tỷ lệ nghịch với bình phương khoảng cách giữa các tâm của chúng. Việc công bố lý thuyết này được gọi là " sự thống nhất vĩ đại đầu tiên ", vì nó đánh dấu sự hợp nhất của các hiện tượng hấp dẫn được mô tả trước đây trên Trái đất với các hành vi thiên văn đã biết.
Đây là một định luật vật lý tổng quát rút ra từ những quan sát thực nghiệm của cái mà Isaac Newton gọi là suy luận quy nạp. Nó là một phần của cơ học cổ điển và được xây dựng trong công việc của Newton Các nguyên lý toán học của triết học tự nhiên ("Principia"), xuất bản lần đầu vào ngày 5 tháng 7 năm 1687. Khi Newton trình bày Quyển 1 của văn bản chưa được xuất bản vào tháng 4 năm 1686 cho Hiệp hội Hoàng gia, Robert Hooke tuyên bố rằng Newton đã ăn trộm ý tưởng về định luật nghịch đảo bình phương từ ông.
Trong ngôn ngữ ngày nay, định luật phát biểu rằng mọi khối lượng điểm đều hút mọi khối lượng điểm khác bằng một lực tác dụng dọc theo đường thẳng cắt hai điểm. Lực này tỉ lệ thuận với khối lượng, và tỉ lệ nghịch với bình phương khoảng cách giữa chúng.
Do đó, phương trình cho định luật vạn vật hấp dẫn có dạng:
- {\displaystyle F=G{\frac {m_{1}m_{2}}{r^{2}}}}

trong đó F là lực hấp dẫn tác dụng giữa hai vật, m1 và m2 là khối lượng của các vật, r là khoảng cách giữa các khối tâm của chúng và G là hằng số hấp dẫn.
Thử nghiệm đầu tiên về lý thuyết hấp dẫn của Newton giữa các khối lượng trong phòng thí nghiệm là thí nghiệm Cavendish do nhà khoa học người Anh Henry Cavendish tiến hành năm 1798. Nó đã diễn ra 111 năm sau khi xuất bản cuốn Principia của Newton và khoảng 71 năm sau khi ông qua đời.
Định luật hấp dẫn của Newton giống với định luật Coulomb về lực điện, được sử dụng để tính độ lớn của lực điện phát sinh giữa hai vật thể tích điện. Cả hai đều là luật nghịch đảo bình phương, trong đó lực tỷ lệ nghịch với bình phương khoảng cách giữa các vật. Định luật Coulomb có tích của hai điện tích thay cho tích của khối lượng, và hằng số Coulomb thay cho hằng số hấp dẫn.
Định luật Newton kể từ đó đã bị thay thế bởi thuyết tương đối rộng của Albert Einstein, nhưng nó vẫn tiếp tục được sử dụng như một phép gần đúng tuyệt vời về tác động của lực hấp dẫn trong hầu hết các ứng dụng. Thuyết tương đối chỉ được yêu cầu khi cần độ chính xác cực cao, hoặc khi đối phó với trường hấp dẫn rất mạnh, chẳng hạn như trường hấp dẫn được tìm thấy gần các vật thể cực lớn và dày đặc, hoặc ở khoảng cách nhỏ (chẳng hạn như quỹ đạo của sao Thủy xung quanh Mặt trời).

## Lịch sử

### Lịch sử ban đầu
Mối quan hệ giữa khoảng cách của các vật thể rơi tự do với bình phương thời gian được xác nhận gần đây bởi Grimaldi và Riccioli trong khoảng thời gian từ 1640 đến 1650. Họ cũng đã tính toán hằng số hấp dẫn bằng cách ghi lại các dao động của một con lắc.
Một đánh giá hiện đại về lịch sử ban đầu của luật bình phương nghịch đảo là "vào cuối những năm 1670", giả định về "tỷ lệ nghịch giữa lực hấp dẫn và bình phương khoảng cách khá phổ biến và đã được một số người khác nhau nâng cao cho các lý do ". Cùng một tác giả ghi nhận Robert Hooke với một đóng góp quan trọng, nhưng coi tuyên bố của Hooke về mức độ ưu tiên đối với điểm nghịch đảo bình phương là không liên quan, như một số cá nhân ngoài Newton và Hooke đã đề xuất nó. Thay vào đó, ông chỉ ra ý tưởng "cộng gộp các chuyển động của thiên thể " và việc chuyển đổi tư duy của Newton khỏi " ly tâm " và hướng tới lực " hướng tâm " là những đóng góp đáng kể của Hookie.
Newton đã ghi công trong cuốn sách Principia của mình cho hai người: Bullialdus (người đã viết mà không có bằng chứng rằng có một lực trên Trái đất đối với Mặt trời), và Borelli (người đã viết rằng tất cả các hành tinh đều bị hút về phía Mặt trời). Ảnh hưởng chính có thể là Borelli, với việc Newton có một bản sao cuốn sách của ông.

### Tranh chấp đạo văn
Năm 1686, khi cuốn sách đầu tiên của Newton 's Principia được trình bày cho Hiệp hội Hoàng gia, Robert Hooke đã buộc tội Newton đạo văn bằng cách tuyên bố rằng ông đã lấy đi từ ông "khái niệm" về "quy luật giảm của Lực hấp dẫn, tương tự như bình phương của các khoảng cách từ Trung tâm. Đồng thời (theo báo cáo đương thời của Edmond Halley) Hooke đồng ý rằng "Sự trình diễn các đường cong được tạo ra từ đó" hoàn toàn là của Newton.
Theo cách này, câu hỏi đặt ra là Newton mắc nợ Hooke điều gì, nếu có. Đây là một chủ đề được thảo luận rộng rãi kể từ thời điểm đó và trên đó một số điểm, được nêu dưới đây, tiếp tục gây tranh cãi.

### Nghiên cứu và tuyên bố của Hooke
Robert Hooke công bố ý tưởng của mình về "Hệ thống của thế giới" vào những năm 1660, khi ông đọc cho Hiệp hội Hoàng gia vào ngày 21 tháng 3 năm 1666, một bài báo "liên quan đến sự uốn cong của một chuyển động trực tiếp thành một đường cong bởi một nguyên lý hấp dẫn siêu việt", và ông đã xuất bản chúng một lần nữa dưới dạng đã phát triển hơn vào năm 1674, như một phần bổ sung cho "Nỗ lực chứng minh chuyển động của Trái đất từ các quan sát". Hooke tuyên bố vào năm 1674 rằng ông dự định "giải thích một Hệ thống của Thế giới khác biệt về nhiều đặc điểm so với bất kỳ điều gì chưa được biết đến", dựa trên ba giả thuyết: rằng "tất cả các Thiên thể, đều có sức hút hoặc sức mạnh hấp dẫn đối với Trung tâm của chính chúng" và " cũng thu hút tất cả các Thiên thể khác nằm trong phạm vi hoạt động của chúng "; rằng "tất cả các vật thể được đặt vào một chuyển động trực tiếp và đơn giản, sẽ tiếp tục chuyển động về phía trước theo một đường thẳng, cho đến khi chúng bị một số sức mạnh tác dụng khác làm lệch và uốn cong..." và rằng "những sức mạnh hấp dẫn này càng hoạt động càng mạnh mẽ bao nhiêu thì vật thể càng gần Trung tâm của họ bấy nhiêu ". Do đó, Hooke đã công nhận lực hút lẫn nhau giữa Mặt trời và các hành tinh, theo cách tăng lên khi ở gần vật hấp dẫn, cùng với nguyên lý quán tính tuyến tính.
Tuy nhiên, các tuyên bố của Hooke cho đến năm 1674 không đề cập đến việc áp dụng hoặc có thể áp dụng luật bình phương nghịch đảo cho những điểm hấp dẫn này. Lực hấp dẫn của Hooke cũng chưa phải là phổ quát, mặc dù nó đã tiếp cận tính phổ quát gần hơn so với các giả thuyết trước đó. Ông cũng không đưa ra bằng chứng hay minh chứng toán học kèm theo. Về hai khía cạnh sau, chính Hooke đã tuyên bố vào năm 1674: "Bây giờ tôi vẫn chưa kiểm chứng được một số mức độ [hấp dẫn] này bằng thực nghiệm"; và đối với toàn bộ đề xuất của ông: "Điều này tôi chỉ gợi ý hiện tại", "tôi có trong tay nhiều thứ khác mà tôi sẽ hoàn thành trước tiên, và do đó không thể tham dự nó một cách tốt đẹp" (tức là "khởi tố cuộc Điều tra này"). Sau đó, bằng văn bản vào ngày 6 tháng 1 năm 1679 | 80  cho Newton, Hooke đã thông báo "giả định... của mình rằng lực hấp dẫn luôn luôn ở một tỷ lệ trùng lặp với Khoảng cách từ Trung tâm Reciprocall, và do đó, vận tốc sẽ có tỷ lệ tương ứng nhỏ hơn với lực hấp dẫn và do đó khi Kepler cho rằng Reciprocall tương ứng với khoảng cách. "  (Suy luận về vận tốc không chính xác.) 
Thư từ của Hooke với Newton trong thời gian 1679–1680 không chỉ đề cập đến giả thuyết bình phương nghịch đảo này cho sự suy giảm lực hút khi tăng khoảng cách, mà còn, trong bức thư mở đầu của Hooke gửi cho Newton, ngày 24 tháng 11 năm 1679, một cách tiếp cận "cộng gộp các chuyển động thiên thể của các hành tinh của một chuyển động thẳng theo phương tiếp tuyến & một chuyển động hấp dẫn đối với trọng tâm ".

### Nghiên cứu và tuyên bố của Newton
Newton đối mặt với tuyên bố của Hooke vào tháng 5 năm 1686 về luật nghịch đảo bình phương, đã phủ nhận rằng Hooke được cho là tác giả của ý tưởng. Trong số các lý do, Newton nhớ lại rằng ý tưởng đã được thảo luận với Sir Christopher Wren trước bức thư năm 1679 của Hooke. Newton cũng chỉ ra và thừa nhận công trình trước đó của những người khác, bao gồm Bullialdus, (người đã gợi ý, nhưng không chứng minh, rằng có một lực hấp dẫn từ Mặt trời theo tỷ lệ nghịch bình phương với khoảng cách), và Borelli  (người đã gợi ý, cũng không cần chứng minh, rằng có một xu hướng ly tâm đối trọng với lực hút đối với Mặt trời để làm cho các hành tinh chuyển động theo hình elip). DT Whiteside đã mô tả sự đóng góp vào tư duy của Newton đến từ cuốn sách của Borelli, một bản sao của cuốn sách này nằm trong thư viện của Newton Lưu trữ ngày 1 tháng 8 năm 2020 tại Wayback Machine khi ông qua đời.
Newton còn bảo vệ công trình của mình bằng cách nói rằng lần đầu tiên ông nghe nói về tỷ lệ nghịch đảo bình phương từ Hooke, ông sẽ vẫn có một số quyền đối với nó khi đã chứng minh được tính chính xác của nó. Hooke, không có bằng chứng ủng hộ giả thiết, chỉ có thể đoán rằng luật bình phương nghịch đảo có giá trị xấp xỉ ở khoảng cách rất xa từ tâm. Theo Newton, trong khi 'Principia' vẫn còn ở giai đoạn trước khi xuất bản, có rất nhiều lý do tiên nghiệm để nghi ngờ tính chính xác của định luật nghịch đảo bình phương (đặc biệt là gần với một quả cầu thu hút) mà "không có Chứng minh (Newton) của tôi), mà ông Hooke vẫn còn là một người xa lạ, điều đó không thể tin được bởi một Triết gia sáng suốt là bất kỳ nơi nào chính xác. " 
Nhận xét này đề cập đến những điều khác trong phát hiện của Newton, được hỗ trợ bởi chứng minh toán học, rằng nếu định luật nghịch đảo bình phương áp dụng cho các hạt nhỏ bé, thì ngay cả một khối lượng lớn đối xứng hình cầu cũng thu hút các khối lượng bên ngoài bề mặt của nó, thậm chí gần, chính xác như thể tất cả khối lượng riêng được tập trung tại trung tâm của nó. Vì vậy, Newton đã đưa ra một lời biện minh, nếu không thì còn thiếu sót, cho việc áp dụng định luật nghịch đảo bình phương cho các khối hành tinh hình cầu lớn như thể chúng là những hạt nhỏ. Ngoài ra, Newton đã xây dựng, trong Định luật 43–45 của Quyển 1  và các phần liên quan của Quyển 3, một phép thử nhạy cảm về độ chính xác của định luật nghịch đảo bình phương, trong đó ông chỉ ra rằng chỉ nơi định luật lực được tính vì bình phương nghịch đảo của khoảng cách sẽ giúp hướng định hướng của hình elip quỹ đạo của các hành tinh không đổi như chúng được quan sát thấy ngoài các tác động nhỏ do nhiễu loạn giữa các hành tinh.
Liên quan đến bằng chứng vẫn còn sót lại của lịch sử trước đó, các bản viết tay do Newton viết vào những năm 1660 cho thấy rằng chính Newton, vào năm 1669, đã đạt được bằng chứng rằng trong trường hợp chuyển động tròn của hành tinh, "nỗ lực rút lui" (sau này được gọi là lực ly tâm) có quan hệ nghịch đảo bình phương với khoảng cách từ tâm. Sau thư từ năm 1679–1680 với Hooke, Newton đã sử dụng ngôn ngữ của lực hướng nội hoặc hướng tâm. Theo học giả Newton J. Bruce Brackenridge, mặc dù đã có nhiều thay đổi trong ngôn ngữ và sự khác biệt về quan điểm, như giữa lực ly tâm hoặc lực hướng tâm, các tính toán và chứng minh thực tế vẫn giống nhau. Chúng cũng liên quan đến sự kết hợp của các phép dời hình tiếp tuyến và hướng tâm, mà Newton đã thực hiện vào những năm 1660. Bài học mà Hooke đưa ra cho Newton ở đây, mặc dù có ý nghĩa, nhưng là một trong những góc nhìn và không thay đổi phân tích. Nền tảng này cho thấy có cơ sở để Newton phủ nhận việc suy ra luật bình phương nghịch đảo từ Hooke.

### Sự thừa nhận của Newton
Mặt khác, Newton đã chấp nhận và thừa nhận, trong tất cả các phiên bản của Principia, rằng Hooke (nhưng không phải độc quyền Hooke) đã tách biệt đánh giá cao những luật bình phương nghịch đảo trong hệ mặt trời. Newton đã thừa nhận Wren, Hooke và Halley về mối liên hệ này trong Định luật Scholium tới Proposition 4 trong Quyển 1. Newton cũng thừa nhận với Halley rằng thư từ của ông với Hooke vào năm 1679–80 đã khơi dậy mối quan tâm tiềm ẩn của ông đối với các vấn đề thiên văn, nhưng điều đó không có nghĩa là, theo Newton, rằng Hooke đã nói với Newton bất cứ điều gì mới hay nguyên bản: "Tuy nhiên, tôi vẫn chưa biết đến anh ấy cho bất kỳ ánh sáng nào vào công việc kinh doanh đó nhưng chỉ để chuyển hướng mà anh ấy đã cho tôi từ các nghiên cứu khác của tôi để suy nghĩ về những điều này và cho sự sai lầm trong cách viết của anh ấy như thể anh ấy đã tìm thấy chuyển động hình ellip, khiến tôi muốn thử nó... " 

### Tranh cãi về ưu tiên trong thời hiện đại
Kể từ thời của Newton và Hooke, cuộc thảo luận học thuật cũng đã xoay quanh câu hỏi liệu việc Hooke đề cập đến việc 'cộng gộp các chuyển động' vào năm 1679 có cung cấp cho Newton điều gì đó mới mẻ và có giá trị hay không, mặc dù đó không phải là tuyên bố thực sự được Hooke nói vào thời điểm đó. Như đã mô tả ở trên, các bản thảo của Newton vào những năm 1660 cho thấy ông thực sự kết hợp chuyển động tiếp tuyến với tác dụng của lực hướng tâm hoặc nỗ lực, ví dụ như trong việc suy ra quan hệ nghịch đảo bình phương đối với trường hợp tròn. Chúng cũng cho thấy Newton thể hiện rõ ràng khái niệm quán tính tuyến tính - mà ông đã mắc nợ với công trình của Descartes, xuất bản năm 1644 (như Hooke có lẽ). Những vấn đề này dường như không được Newton học từ Hooke.
Tuy nhiên, một số tác giả đã nói nhiều hơn về những gì Newton đã thu được từ Hooke và một số khía cạnh vẫn còn gây tranh cãi. Việc hầu hết các giấy tờ cá nhân của Hooke đã bị phá hủy hoặc đã biến mất không giúp chứng minh sự thật.
Vai trò của Newton trong mối quan hệ với định luật nghịch đảo bình phương không phải như nó đã từng được biểu diễn. Ông không tuyên bố tự nghĩ ra nó như một ý tưởng trần trụi. Những gì Newton đã làm là chỉ ra cách luật hấp dẫn nghịch đảo bình phương có nhiều mối liên hệ toán học cần thiết với các đặc điểm quan sát được về chuyển động của các thiên thể trong hệ mặt trời; và rằng chúng có liên quan với nhau theo cách mà các bằng chứng quan sát và các phép chứng minh toán học, được kết hợp với nhau, tạo ra lý do để tin rằng định luật nghịch đảo bình phương không chỉ gần đúng mà còn đúng (với độ chính xác có thể đạt được vào thời Newton và trong khoảng hai nhiều thế kỷ sau đó – và với một số điểm kết thúc lỏng lẻo mà chắc chắn vẫn chưa thể được kiểm tra, nơi mà các hàm ý của lý thuyết vẫn chưa được xác định hoặc tính toán một cách đầy đủ).
Khoảng 30 năm sau cái chết của Newton vào năm 1727, Alexis Clairaut, một nhà thiên văn toán học nổi tiếng trong lĩnh vực nghiên cứu lực hấp dẫn, đã viết sau khi xem lại những gì Hooke đã công bố, rằng "Người ta không được nghĩ rằng ý tưởng này... của Hooke làm giảm giá trị của Newton vinh quang "; và rằng "ví dụ về Hooke" phục vụ "cho thấy khoảng cách giữa một sự thật được nhìn thấy và một sự thật được chứng minh".

### Những nghi ngại của Newton
Tuy Newton đã có thể xây dựng định luật hấp dẫn của mình trong công trình đồ sộ của mình, thì ông lại vô cùng khó chịu với khái niệm "hành động ở khoảng cách xa" mà các phương trình của ông ngụ ý. Năm 1692, trong bức thư thứ ba gửi Bentley, ông viết: "Một vật thể này có thể tác động lên người khác ở khoảng cách xa thông qua chân không mà không cần sự trung gian của bất kỳ thứ gì khác, bằng cách đó hành động và lực lượng của chúng có thể được truyền tải từ nhau, là đối với tôi, một sự phi lý lớn đến nỗi, tôi tin rằng, không một người  nào hiểu về triết học có khả năng tư duy thành thạo có thể tin được. "
Theo lời của ông, ông không bao giờ "đưa ra nguyên nhân của lực này". Trong tất cả các trường hợp khác, ông sử dụng hiện tượng chuyển động để giải thích nguồn gốc của các lực khác nhau tác dụng lên các vật thể, nhưng trong trường hợp trọng lực, ông không thể xác định bằng thực nghiệm chuyển động tạo ra lực hấp dẫn (mặc dù ông đã phát minh ra hai giả thuyết cơ học năm 1675 và 1717). Hơn nữa, ông thậm chí còn từ chối đưa ra một giả thuyết về nguyên nhân của lực này với lý do rằng làm như vậy là trái với khoa học đúng đắn. Ông than thở rằng "các triết gia cho đến nay đã cố gắng tìm kiếm nguồn gốc của lực hấp dẫn trong tự nhiên một cách vô ích", vì ông đã bị thuyết phục "bởi nhiều lý do" rằng có những "nguyên nhân cho đến nay vẫn chưa được biết" là cơ bản của tất cả "các hiện tượng của tự nhiên. ". Những hiện tượng cơ bản này vẫn đang được điều tra và mặc dù có rất nhiều giả thuyết, nhưng câu trả lời cuối cùng vẫn chưa được tìm ra. Và trong cuốn General Scholium năm 1713 của Newton trong ấn bản thứ hai của Principia: "Tôi vẫn chưa thể khám phá ra nguyên nhân của những đặc tính này của lực hấp dẫn từ các hiện tượng và tôi không có giả thuyết nào. . . . Lực hấp dẫn thực sự tồn tại là quá đủ và hoạt động theo các quy luật mà tôi đã giải thích, và nó phục vụ rất nhiều cho tất cả các chuyển động của các thiên thể. " 